# 間宮純
間宮 純（まみや じゅん、1992年7月22日 - ）は、日本のAV女優、ストリッパー。ファイブプロモーション所属。

## 経歴
神奈川県出身。2011年10月、桜木真音名義でアダルトイメージビデオデビュー。11月、ナチュラルハイよりAVデビュー。
2012年5月、新宿ニューアートでストリップデビュー。
2012年5月、「ファイティングガールズ4」にてプロレスデビュー。リングネームはフェアリー純。

## 人物
特技は華道・テニス・英会話。趣味は英語の勉強、ホットヨガ。

## 出演作品

### アダルトイメージビデオ
2011年
- 純真乙姫〜Eカップ・美少女・18歳〜（10月14日、ハレルヤ）
- 天使遊戯〜Eカップ・おもらし・18歳〜（12月26日、ハレルヤ）

2012年
- Nude Art（2月23日、INTEC Inc）
- AIV Debut & Best（6月22日、ノスタルジア）

### アダルトビデオ
2011年
- 図書館で声も出せず糸引くほど愛液が溢れ出す敏感娘 8（11月5日、ナチュラルハイ）共演5名
- 伊豆長岡温泉で見つけたお嬢さん 温泉だからタオル一枚!裸同然!!お湯で濡れたカラダをマジマジ見られる 温泉で人生は波乱万丈だ!ゲーム（11月19日、SODクリエイト）共演
- 街角ガールズ「あなたのキス顔を見せて下さい」てなぐあいでナンパしちゃいました。 5（12月8日、SWITCH）共演7名
- ソープランドで働かされてる○○生を救い出せ! 3（12月8日、ナチュラルハイ）共演2名
- 強制無許可中出し 淫行記録 Vol.32（12月12日、KIプランニング）「黒川咲」名義

2012年
- じじいに嬲られた女子大生生中出し 5人（1月7日、桃太郎映像出版）共演:小倉ゆず、他3名
- 娘が超どストライク! だから嫁にバレないよう、かつ自然に娘とヤリたい!さらに娘の方から私とヤリたがって、バレた時の責任を軽くしたいので、とりあえず娘に勃起したチ○ポを見せつけたら…。2（1月7日、Hunter）共演5名
- 禁断姦係III 近親相姦な女子校生（1月19日、GLAY'z IMPACT）共演:藤原ひとみ、川瀬ことみ、岸みのり、あかね風香、南ちえり
- 素人◆SEX女子校生敏感ロリ美少女（1月20日、クリスタル映像）
- 父娘 近親相姦 ～禁じられた欲望～（2月4日、スティルワークス）共演:安達なつみ 花瀬かりん
- チンポを見たがる田舎の女子○生 浅草、東京スカイツリー周辺にいた修学旅行生たちに『オナ見せ』してみました。（2月13日、マルクス兄弟）共演6名
- JK見つめてフェラチオ 1（2月17日、OFFICE K’S）共演:岩佐あゆみ、宮下つかさ、宇佐野瞳、琥珀うた、希内りな、平子和歌、白石なお、南野りん
- 美少女1泊2日中出し温泉旅行 04（2月21日、プレステージ）共演:西園寺れお、加藤梓、星崎アンリ
- キスしながら乳首を責めて手こきして抜いてあげる II（2月25日、ハヤブサ）共演:真木今日子、さとう遥希、石川流花、優希みく、南ちえり、松井めぐみ、倉木春、杉原あゆ、原純那、来栖ひなた、悠月舞、美緒みくる、金子きい、神木なな 前田優希、椎名みくる、藤原ひとみ、橘なお、長谷川聖那、しずく、真鍋紗愛、桃井早苗、竹内りな 深田梨菜、花宮あみ、愛原さえ、宮沢あいな、他2名
- おませな女子校生のフェラチオはうますぎだから気持ちよすぎていっぱいザーメンが出ちゃいました（2月25日、ハヤブサ）共演:岸みのり、原純那、杉原あゆ、柏木鈴、倉木春、星川なつ、南ちえり、明菜こう、宮沢あいな、石岡亜美、高野楓、来栖ひなた、坂上ゆあ、深田梨菜、藤原ひとみ、前田彩七、真木今日子、神木なな、山城美緒、金沢里美、石川流花、美緒みくる、悠月舞、広末希美
- 気持ち良すぎて大量潮吹き!本能剥き出しビショ濡れ女子校生（3月1日、ワンズファクトリー）共演:麻田サラ 神木なな
- 親子風呂 10（7月19日、アイエナジー）共演4名
- ダイエットしている私は食欲を抑える代わりに性欲が旺盛になり、男性のたくましそうな股間につい、目が行ってしまい…（3月13日、プレステージ）共演:菜月めい、蓮田もえ
- 女子校生の放課後漫喫オナニー（3月16日、虎堂）共演7名
- 淫縛制服少女（3月17日、KIプランニング）「門倉まな」名義
- 「ママには言わないで…」ロリ性感オイルマッサージ 14（3月20日、ロータス）共演3名
- テスト勉強でお泊り会にやって来る娘の友達。でも勉強そっちのけでお泊まり会の話題は「チューってどうやるの?」成績優秀な娘でも知らない問題を、内緒で父の私に聞いてくる友達に仕方なく秘蔵のエロ本を見せてあげると興味津々に熟読して〜（4月5日、Hunter）共演5名
- 男性の悩み解決 短小ペニスをデカくするペニス増大合宿開校 ～これを見れば貴方のペニスも増大間違いなし～（5月10日、GARCON）共演:AIKA、武井麻希、橘樹里亜、西木美羽
- 痴漢される生徒を自分の体を身代わりにして守る女教師 5（5月10日、ナチュラルハイ）共演7名
- 口内射精マガジン Vol.1（5月18日、SEX Agent）共演:羽月希、橘ひなた、Hinano、前田優希、中山エリス、他9名
- 高額バイトに集まってきた素人娘 vol.14（5月22日、プレステージ）共演14名
- テスト勉強中、急にパイパンにしたボイン女学生（5月25日、バルタン）
- 病院で隣のベッドにお見舞いに来た女のパンチラは欲求不満のお誘いサイン?!チ○ポだけ元気な俺はカーテン越しにぷりぷり揺れる女の尻に突き立ててやった（6月7日、SWITCH）共演3名
- 診療所で治療と偽り知らない間にアナルに中出しされた女子校生 2（6月7日、ナチュラルハイ）共演2名
- 同じ団地の1つ年上のちょっとおませな幼なじみと、その友達が保健体育で習ったコンドームの付け方を、童貞のボクのチンコでムリヤリ練習してくる…。 2（6月7日、Hunter）共演5名
- ぺろっち。萌娘のごっくんフェラ（6月15日、SEX Agent）共演:羽月希、前田優希、枢木みかん、初芽里奈
- 乳搾り手コキがアヒョアヒョ過ぎてもう堪らん。（6月15日、SEX Agent）共演:中山エリス、橘ひなた、菜月せな、東尾真子、前田優希、他2名
- 禁断の父娘近親相姦ハプニング 父親の膝の上に抱かれ母親に内緒で未成熟なマ○コを濡らすファザコン○○生（6月21日、ROCKET）共演:春日野結衣
- 新人声優偽オーディション（6月21日、ATOM）共演6名
- 素人ギャルにお願いして手こきで抜いてもらってお掃除フェラまでしてもらいました…II（6月25日、ハヤブサ）共演:安達なつみ、岸みのり、琴吹さくら、石川里菜、田中志乃、川瀬ことみ、小野麻里亜、前島あみ、神楽あさひ、斉藤ひな、青山ゆうゆ、坂田もも、吉川あゆみ、香月蘭、新谷彩夏、水崎由里 本真ゆり、月本衣織、後藤みさき
- 実録投稿リアル再現レイプドラマ K県Y市○○学園 兄・教師・同級生に狙われた女生徒たち（7月19日、アイエナジー）共演:藤原ひとみ、春音みこ
- オフィスや自宅に来てくれる今流行りの出張マッサージ師になりすまして日々の残業で心身共に疲れきっているOLの際どい所をマッサージしていたら、いとも簡単に爆濡れ大発情!!（7月19日、Hunter）共演7名
- フェラtoキスはマジでツボ。（7月20日、SEX Agent）共演:中山エリス、原望美、前田優希、菜月せな、杏樹、逢坂るか
- ●姦 32（8月1日、プラネットプラス）
- 親族内近親相姦 父と伯父に弄ばれて… 149cm（8月4日、スティルワークス）
- 極限2穴痴漢 同時中出しDX 6（8月9日、ナチュラルハイ）共演3名
- 夏とはまったく無縁（モテない男子校生&リストラサラリーマン）の僕達が自分を変えたくて海の家でアルバイト。そこは右を見ても左を見てもビキニ美女の従業員ばかりで、不慣れな僕は思わず勃起!（8月9日、Hunter）共演6名
- コステコ◆ ～淫乱変態美少女のコスプレフェチ手コキ～（8月18日、SEX Agent）共演:羽月希、前田優希、茜笑美、園田セイラ
- ロリっ子調教中出し4P（9月1日、胸キュン喫茶）
- 『街行くお嬢さん!5分間だけAVに出演してくれませんか?』超短期アルバイトの高額報酬に釣られた素人女性に実際の経過時間なんて教えずに、ガッツリ本番までヤっちゃいました!※もちろん5分じゃ終わりません!（9月20日、ATOM）共演7名
- Pretty Back Fuck!! 美少女後背位→中出しMix（9月21日、SEX Agent）共演:前田優希、篠田ゆう、葵なつ、羽月希、藤原ひとみ、他11名
- 高額バイトに集まってきた素人娘 vol.20（10月20日、プレステージ）共演14名
- 某女子大名門ビーチバレー部 海辺のハレンチエロ特訓!「強くなるためなら何でもやります!」そんな生徒達の言葉を信じ過剰に密着指導してみたら案外平気でした。 むしろヤレた!（11月8日、Hunter）共演8名
- 想像してみてください、あなたは教師。10人の純真無垢な○学生と突然エレベーターに閉じ込められたら…。あなたが生きている内にやり遂げたかった10のタブー（10月6日、V&Rプロダクツ）共演9名
- 完全撮り下ろし!!おもらし・失禁・放尿・聖水 66人70発!（11月3日、スティルワークス）共演:	山本美和子、保坂友利子、和光志穂、新村まり子、西城玲華、藤沢芳恵、麻田サラ、湯川美智子、香坂澪、汝鳥すみか、他55名
- 修学旅行で背伸びして初めてのお酒!! 調子に乗って修学旅行先でお酒を飲んだら思いのほか酔っ払ってしまいエロバカ騒ぎして好きでもない男子とハメまくっちゃいました!!（11月8日、Hunter）共演5名
- 未発達○学生 処女膜検診（11月8日、V&Rプロダクツ）共演9名
- 素人限定!最高賞金100万円争奪！ぬるぬる人間ローションボーリング 〜ピンを全部倒せなかったらローションまみれのスケベ罰ゲーム!〜（11月22日、ATOM）共演7名
- 綿パン尻コキ女子校生 02（12月21日、SEX Agent）共演:今井ひろの、前田優希、桜木莉愛、大島あいる、初芽里奈、他2名

2013年
- アナル処女 無理矢理2穴デビュー!! お尻には入れないって約束したのにっ!!（1月25日、First Star）「春咲舞」名義
- 女子校生恥肛調教（1月30日、MARRION）
- 母の再婚相手に開発された娘（2月7日、タカラ映像）共演:真鍋千枝美
- パイパンマジックVIII ロリ巨乳全開2穴FUCK（2月13日、CREAM PIE）
- 愛玩少女 アナル人形10（3月1日、中嶋興業）
- SEXのハードルが異常に低い世界 5（3月7日、ディープス）共演:夏目優希、稲川なつめ、本庄瞳、加納綾子、若菜亜衣、
- 真正中出し!（4月30日、モブスターズ）
- 親子丼 とろとろ卵の母子スワップ（5月23日、タカラ映像）共演:本庄瞳
- 座薬を入れようと触るだけで濡れる敏感さに我慢できず生でアナルにチ○ポを挿入したら感じだした姪っ子6（6月6日、ナチュラルハイ）共演3名
- いじめられている僕を助けてくれたのは まさかのスケ番！！捨て猫を見つけては餌をあげるし、老人を見つけては席を譲るうわさ通りの優しいスケ番だった。従属を望む僕を笑ってあしらうも、徐々にサディスティックな衝動が芽生え始めた高3の彼女（7月18日、アイエナジー）共演:水野さやか
- 地下アナルオークション 極秘映像（8月16日、クリスタル映像）共演:脇阪エム、加納綾子、他多数